# Nitocris II
Nitocris II (o Nitokris II, Nitocris B, egipcio: Nt-íqrt, Nitiqret) fue una princesa y sacerdotisa del Antiguo Egipto durante el reinado del faraón Amasis II de la dinastía XXVI.
| R8 | U36 | D1 · t · n | i | mn · n | R24 · t | i | N29 · r · t |

| R8 | U36 | D1 · t · n | i | mn · n | R24 · t | i | N29 · r · t |

## Biografía
Hija del faraón Amosis II, Nitocris II está atestiguada principalmente por una inscripción en una estatuilla de bronce sentada de Amón-Ra ahora en el Instituto Oriental de la Universidad de Chicago (número de registro E10584A-B) en donde se la llama Sumo sacerdote de Amón. En el mismo objeto se afirma que la Esposa del dios Amón Anjnesneferibra era su 'madre'. 
La titulación de Nitocris es notable porque es la última titular atestiguada del otrora influyente cargo de Sumo sacerdote de Amón en Tebas, así como una de las dos únicas titulares femeninas conocidas. Es posible que haya alcanzado este cargo alrededor del año 560 a. C.
El hecho de que a Anjnesneferibra se la llame su 'madre' sugiere que Nitocris también ocupó el cargo de Divina Adoratriz de Amón, lo que generalmente llevaba al cargo de Esposa del dios Amón después de la muerte de la madre adoptiva. Sin embargo, probablemente Nitocris nunca lograra alcanzar esta última posición porque estos cargos fueron abolidas poco después de la invasión persa de Egipto en 525 a. C.